# Stagecoach in Oxfordshire
 (janvier 2013).
Stagecoach in Oxfordshire précédemment Stagecoach South Midlands est le nom d'exploitation, d'un réseau de transport, donné au groupe Stagecoach dans le comté de l'Oxfordshire, en Angleterre. Stagecoach in Oxfordshire faisait partie du Stagecoach South Midlands avec Stagecoach in Warwickshire jusqu'en 2004.

## Exploitation
Stagecoach South Midlands était exploitée sous trois marques différentes:
- La marque Tube Oxford, utilisée pour les bus express entre Oxford et Londres.
- La marque Stagecoach in Banbury, utilisée pour les bus locaux dans et autour de la ville de Banbury dans l'Oxfordshire.
- La marque Stagecoach in Oxford, utilisée pour les bus locaux dans et autour de la ville d'Oxford.

À partir du 1er juillet 2002, les marques Oxford et Banbury ont fusionné pour devenir Stagecoach dans l'Oxfordshire . Puis, à partir du 1er mars 2004 Stagecoach dans l'Oxfordshire et Stagecoach dans le Warwickshire ont été divisées pour devenir deux divisions entièrement distinctes du groupe Stagecoach.
Dorénavant les bus sont exploités sous la marque Stagecoach in Oxfordshire avec une déclinaison spéciale pour les bus en direction de Londres : Tube Oxford.
Les bus d'Oxford sont en concurrence directe avec la Oxford bus company, en effet Oxford est l'une des villes du Royaume-Uni où la concurrence dans les transports par bus est libre et non subventionnée, conformément à la loi sur la déréglementation des réseaux de bus mis en place durant les années 1980, sous le gouvernement de Margaret Thatcher.

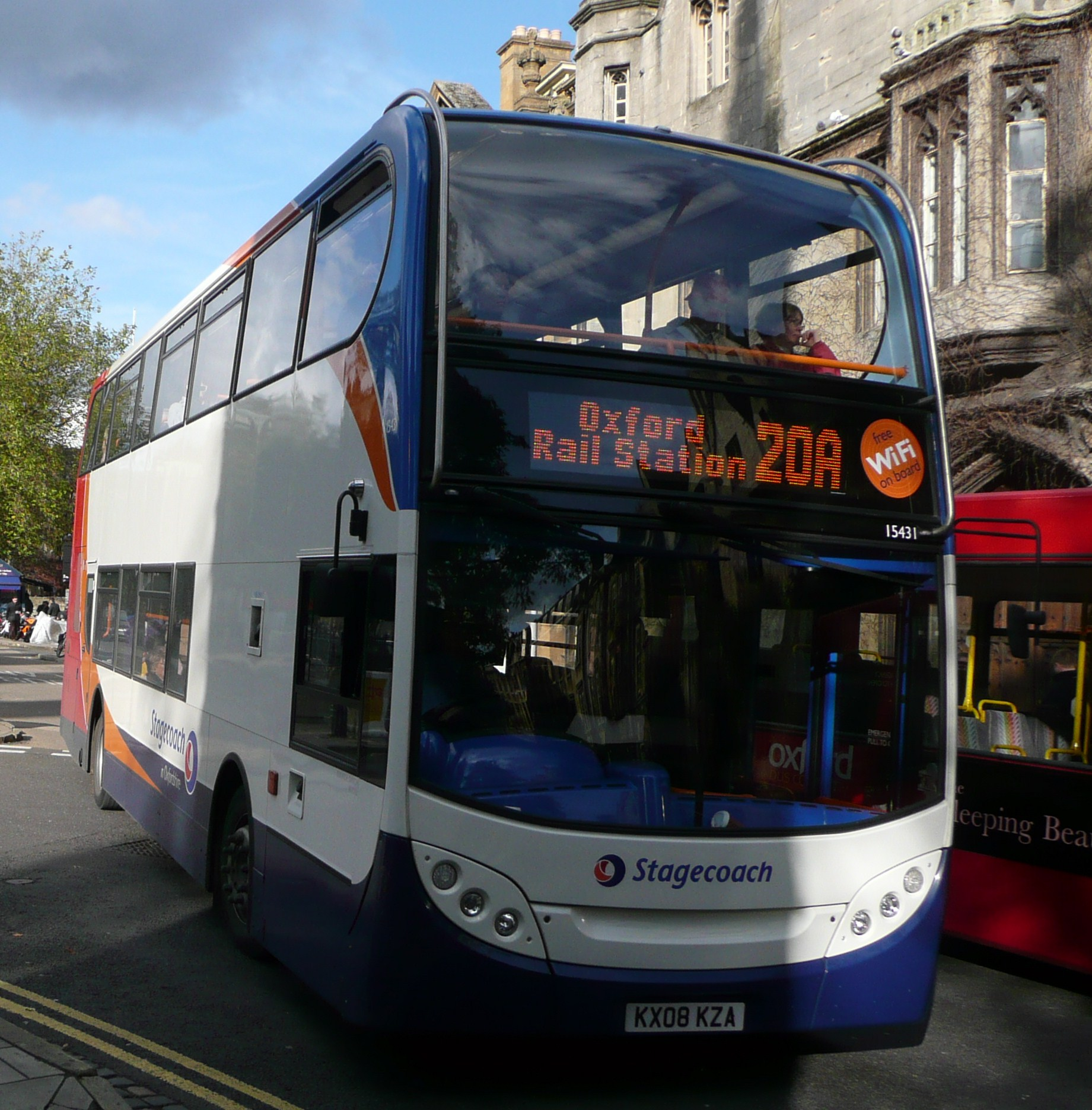
Bus de la Stagecoach Oxfordshire.
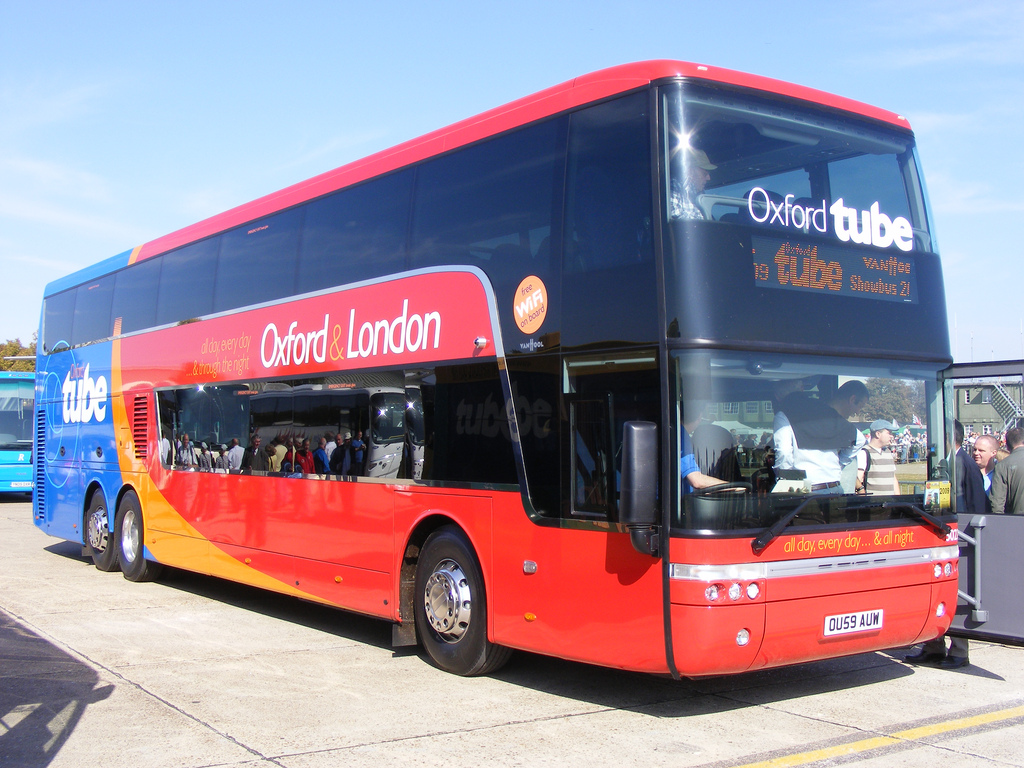
Bus « Oxford Tube ».
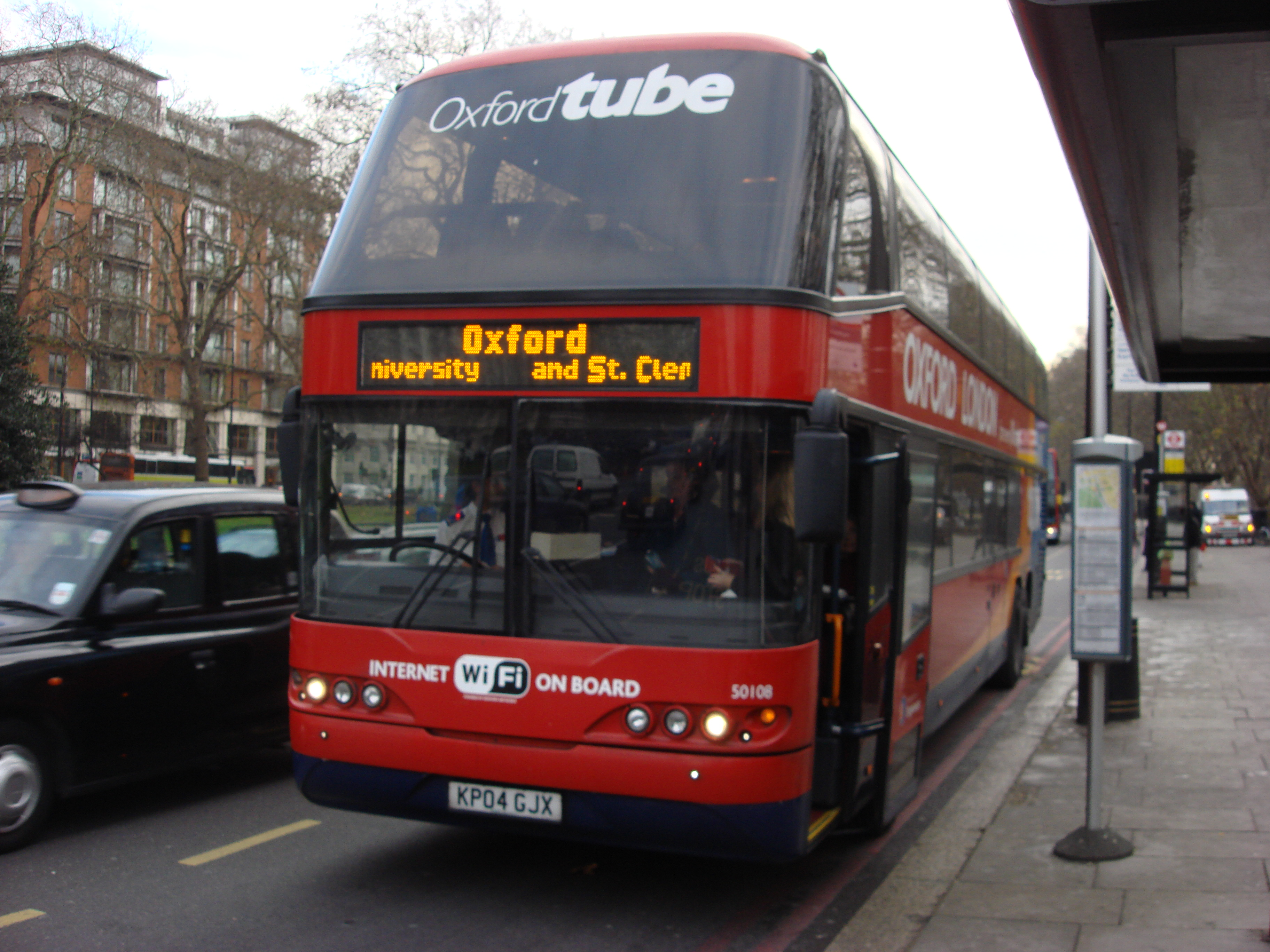
Bus « Oxford Tube ».